# Eugène Lourié
Eugène Lourié (8 de abril de 1903 – 26 de mayo de 1991) fue un director, director artístico, diseñador de producción, diseñador de decorados, guionista y actor de nacionalidad francesa, conocido por sus colaboraciones con Jean Renoir y por sus películas de ciencia ficción rodadas en los años 1950. Fue nominado en 1969 al Óscar a los mejores efectos visuales por el film Krakatoa, East of Java.

## Biografía
Nacido en Járkov, Imperio ruso, en la actual Ucrania, su primera experiencia con el cine llegó en 1911, cuando se abrió una sala de proyección en su ciudad natal. En 1919 trabajó en un film anticomunista titulado Black Crowes. Tras abandonar la Unión Soviética, emigró a Estambul. Allí obtuvo dinero para poder viajar a París, Francia, donde se ganó la vida pintando y dibujando carteles cinematográficos. Para ahorrar dinero incluso llegó a dormir encima de un piano en un teatro.
En los años 1930 trabajó como diseñador de producción con directores de la talla de Jean Renoir, Max Ophüls y René Clair. Como ayudante y director de producción de Renoir, participó en películas francesas como La gran ilusión y La regla del juego. Cuando Renoir se mudó a Hollywood a principios de los años 1940, Lourié hizo lo propio, trabajando así con los directores Sam Fuller, Charles Chaplin y Robert Siodmak, entre otros.
En 1953 debutó en la dirección con The Beast from 20,000 Fathoms, la primera de tres películas de dinosaurios que Lourié dirigiría. El film tuvo un buen resultado en taquilla, pero Lourié se quejaba de haber sido encasillado como director de ciencia ficción por culpa de la cinta. Tras rodar en 1961 Gorgo, decidió abandoner la dirección, pues no quería volver a dirigir películas «con monstruos de tira cómica». Ocho años más tarde fue nominado al Premio Oscar por sus efectos visuales en la película Krakatoa, East of Java, en la cual hizo un cameo.
En 1980, Lourié fue diseñador de la cinta dirigida por Clint Eastwood Bronco Billy, y en 1983 hizo un papel en el film de Richard Gere Breathless.
Además de su faceta cinematográfica y televisiva, Lourié decoró espectáculos de ballet y teatro, colaborando, entre otros, con el Ballet Ruso de Montecarlo. En el año 1985 publicó una autobiografía con el título My Work in Films.
Eugène Lourié falleció en 1991, a causa de un ictus en el Motion Picture & Television Country House and Hospital en Woodland Hills, California.
Desde 1941 hasta el momento de su muerte, estuvo casado con la diseñadora de vestuario francesa Laure Lourié ( 1911-2001).

## Selección de su filmografía

### Decorador o director artístico
- 1927 : Napoleón, de Abel Gance
- 1931 : Un coup de téléphone, de Georges Lacombe
- 1932 : Pan ! Pan !, de Georges Lacombe
- 1933 : Madame Bovary, de Jean Renoir
- 1934 : La Porteuse de pain, de René Sti
- 1934 : Jeanne, de Georges Marret
- 1934 : Le Bossu, de René Sti
- 1935 : Baccara, de Yves Mirande
- 1935 : La Petite Sauvage, de Jean de Limur
- 1935 : Les Yeux noirs, de Victor Tourjansky
- 1936 : Sous les yeux d'Occident, de Marc Allégret
- 1936 : Les Bas-fonds, de Jean Renoir
- 1936 : Le Grand Refrain, de Robert Siodmak y Yves Mirande
- 1936 : Aventure à Paris, de Marc Allégret
- 1937 : Nuits de feu, de Marcel L'Herbier
- 1937 : Ramuntcho, de René Barberis
- 1937 : Le Messager, de Raymond Rouleau
- 1937 : La gran ilusión, de Jean Renoir
- 1937 : L'Alibi, de Pierre Chenal
- 1938 : Werther, de Max Ophüls
- 1938 : La Tragédie impériale, de Marcel L'Herbier
- 1938 : La Bête humaine, de Jean Renoir
- 1938 : L'Affaire Lafarge, de Pierre Chenal
- 1938 : Les Nouveaux Riches, de André Berthomieu
- 1938 : Le Paradis de Satan, de Félix Gandéra
- 1939 : L'Or du Cristobal, de Jacques Becker y Jean Stelli
- 1939 : La regla del juego, de Jean Renoir
- 1940 : Sans lendemain, de Max Ophüls
- 1940 : Fausse alerte, de Jacques de Baroncelli
- 1943 : Sahara, de Zoltan Korda
- 1943 : Esta tierra es mía, de Jean Renoir
- 1944 : The Impostor, de Julien Duvivier
- 1944 : In Society, de Jean Yarbrough
- 1945 : The Southerner, de Jean Renoir
- 1945 : This Love of Ours, de William Dieterle
- 1946 : The Diary of a Chambermaid, de Jean Renoir
- 1947 : Song of Scheherazade, de Walter Reisch
- 1947 : A Woman's Vengeance, de Zoltan Korda
- 1947 : The Long Night, de Anatole Litvak
- 1949 : She Shoulda Said No!, de Sam Newfield
- 1951 : Adventures of Captain Fabian, de William Marshall
- 1951 : The River, de Jean Renoir
- 1952 : Candilejas, de Charles Chaplin
- 1953 : The Diamond Queen, de John Brahm
- 1953 : The Beast from 20,000 Fathoms (+ dirección)
- 1955 : So This Is Paris, de Richard Quine
- 1959 : Behemoth the Sea Monster (+ dirección, junto a Douglas Hickox)
- 1962 : Confessions of an Opium Eater, de Albert Zugsmith
- 1963 : Shock Corridor, de Samuel Fuller
- 1964 : The Strangler, de Burt Topper
- 1964 : The Naked Kiss, de Samuel Fuller
- 1965 : La Batalla de las Ardenas, de Ken Annakin
- 1967 : Custer of the West, de Robert Siodmak
- 1972-1973 : Série Kung fu, episodios Dark Angel (1972), An Eye for an Eye (1973), Sun and Cloud Shadow (1973), The Stone (1973) y The Brujo (1973)
- 1976 : Burnt Offerings, de Dan Curtis
- 1980 : Bronco Billy, de Clint Eastwood

### Director
- 1953 : The Beast from 20,000 Fathoms
- 1955 : Si Paris nous était conté, de Sacha Guitry (codireccióm)
- 1955 : Napoleón, de Sacha Guitry (director de escenas bélicas)
- 1955 : Serie Foreign Intrigue (8 episodios)
- 1958 : The Colossus of New York
- 1959 : Behemoth the Sea Monster (codirigida con Douglas Hickox)
- 1959 : Serie World of Giants (un episodio)
- 1961 : Gorgo

### Director de efectos especiales
- 1953 : The Beast from 20,000 Fathoms (+ dirección)
- 1964 : Flight from Ashiya, de Michael Anderson
- 1965 : Crack in the World, de Andrew Marton
- 1969 : Krakatoa : East of Java,[9] de Bernard L. Kowalski

### Diseñador de vestuario
- 1927 : Le Joueur d'échecs, de Raymond Bernard
- 1929 : Cagliostro - Liebe und Leben eines großen Abenteurers, de Richard Oswald
- 1934 : Jeanne, de Georges Marret
- 1935 : Le Bébé de l'escadron, de René Sti

### Guionista
- 1953 : The Beast from 20,000 Fathoms (+ dirección)
- 1958 : Revolt in the Big House, de R. G. Springsteen
- 1959 : Behemoth the Sea Monster (+ dirección, junto con Douglas Hickox)

### Actor
- 1969 : Krakatoa : East of Java, de Bernard L. Kowalski
- 1983 : Breathless, de Jim McBride

### Productor
- 1943 : Esta tierra es mía, de Jean Renoir (productor asociado)
- 1962 : Confessions of an Opium Eater, de Albert Zugsmith

## Decorador de ballet y teatro
- 1933 : Choreartium, a partir de la Sinfonía n.º 4 de Johannes Brahms, coreografía de Léonide Massine, espectáculo representado en Londres
- 1947 : Mephisto Waltz, sobre música de Franz Liszt, espectáculo del Ballet de San Francisco
- 1948 : Perséphone, música de Igor Stravinsky, por el Ballet de San Francisco
- 1948 : La casa de Bernarda Alba, pieza de Federico García Lorca, representada en Los Ángeles.